# Густаво Марці
Густаво Марці (італ. Gustavo Marzi, нар. 25 листопада 1908, Ліворно, Італія — 14 листопада 1966, Трієст, Італія) — італійський фехтувальник, дворазовий олімпійський чемпіон (1932 та 1936 роки), п'ятиразовий срібний призер (1928, двічі 1932 та двічі 1936 роки) Олімпійських ігор, дев'ятиразовий чемпіон світу.

## Виступи на Олімпіадах
| Олімпіада         | Дисципліна           | Місце |
| ----------------- | -------------------- | ----- |
| Амстердам 1928    | індивідуальна шабля  | 4     |
| Амстердам 1928    | командна шабля       | 2     |
| Лос-Анджелес 1932 | індивідуальна рапіра | 1     |
| Лос-Анджелес 1932 | командна рапіра      | 2     |
| Лос-Анджелес 1932 | командна шабля       | 2     |
| Берлін 1936       | командна рапіра      | 1     |
| Берлін 1936       | індивідуальна шабля  | 2     |
| Берлін 1936       | командна шабля       | 2     |